# Efrem (Barbiniagra)
Efrem, imię świeckie Jefriem Aleksandrowicz Barbiniagra lub Efrem Barbineagră (ur. 1 maja 1941 w Handraburach) – biskup Rosyjskiego Kościoła Prawosławnego.

## Życiorys
Pochodzi z rodziny chłopskiej z obwodu odeskiego. W 1956 ukończył szkołę średnią i podjął pracę w kołchozie. Równocześnie był dzwonnikiem w cerkwi Wprowadzenia Matki Bożej do Świątyni w rodzinnej wsi. W 1972 ukończył seminarium duchowne w Leningradzie. 1 stycznia 1972 metropolita leningradzki i nowogrodzki Nikodem wyświęcił go na diakona, zaś 27 lutego tego samego roku – na kapłana. Ks. Barbiniagra pozostał przy tym celibatariuszem. Służył w cerkwi Przemienienia Pańskiego w Bronnicy (obwód nowogrodzki) od kwietnia do sierpnia 1972, następnie od sierpnia 1972 do lutego 1976 w cerkwi św. Filipa w Nowogrodzie. W 1976, po ukończeniu studiów w Leningradzkiej Akademii Duchownej, na własną prośbę został przeniesiony do pracy duszpasterskiej w eparchii odeskiej, w której służył przez rok. W 1977 wrócił do pracy duszpasterskiej w eparchii nowogrodzkiej, w cerkwi św. Filipa w Nowogrodzie, a od 1981 – cerkwi św. Paraskiewy w Borowiczach. 12 lutego 1980 złożył wieczyste śluby mnisze przed metropolitą leningradzkim i nowogrodzkim Antonim, zachowując dotychczasowe imię. Rok później otrzymał godność archimandryty.
W 1997 arcybiskup nowogrodzki i staro-russki Lew wyznaczył go na p.o. namiestnika Świętojezierskiego Wałdajskiego Monasteru Iwerskiej Ikony Matki Bożej, którą to funkcję pełnił przez pięć lat. W 2007 ponownie mianowany namiestnikiem tejże wspólnoty. Sprawował swoje obowiązki do 2011, gdy Święty Synod Rosyjskiego Kościoła Prawosławnego nominował go na biskupa borowickiego i piestowskiego, pierwszego ordynariusza nowo powołanej eparchii borowickiej. Jego chirotonia biskupia odbyła się 5 lutego 2012 w cerkwi Przemienienia Pańskiego w moskiewskiej dzielnicy Pieski (część Arbatu) z udziałem konsekratorów: patriarchy moskiewskiego i całej Rusi Cyryla, metropolitów sarańskiego i mordowskiego Warsonofiusza oraz nowogrodzkiego i staro-russkiego Lwa, biskupów sołniecznogorskiego Sergiusza i woskriesieńskiego Sawy.